# Fintech
A fintech az angol financial technology kifejezés rövidítése, ami magyarul pénzügyi technológiát jelent. A fintech olyan új technológiák alkalmazását jelenti a pénzügyi szolgáltatások területén, amelyek célja a pénzügyi szolgáltatások hatékonyságának növelése és új, innovatív szolgáltatások nyújtása.  
A technológia és a pénzügyek robbanásszerű fejlődésének és összekapcsolódásának következtében született meg a fintech kifejezés.  
A fintech megoldások elsődlegesen a fizetési szolgáltatások területén jellemzőek, azonban egyre inkább megjelennek más területeken is (pl. hitelezés, biztosítás, de akár a pénzügyi felügyelés is). Ezek magukba foglalják a mobilbankolást, az online fizetési rendszereket, a mesterséges intelligenciát és a gépi tanulást a pénzügyi szolgáltatások terén.
A fintech cégek közé tartozhatnak mind startupok, mind pedig már meglévő hitelintézetek, neobankok és technológiai vállalatok, amelyek megpróbálják helyettesíteni vagy kiegészíteni a piacon jelenlévő  hagyományos pénzügyi szolgáltatók, pl. kereskedelmi bankok által nyújtott szolgáltatásokat.

## Története
A fintech fejlődése a 20. század végén kezdődött, és az első igazi nagy áttörést 1998-ra tehetjük a PayPal elindulásával.  
Ezután a következő nagy robbanás a 2010-es évek közepén történt, amikor a 2008-as gazdasági válság hatásainak mérséklődése után egyre nagyobb igény jelent meg az ügyfelek részéről gyors, hatékony és elsősorban online pénzügyi szolgáltatásokra. Azóta a fintech ipar dinamikusan növekszik, és ma már számos startup és nagyvállalat is aktívan fejleszt fintech megoldásokat. 
A fintech iparág az egyre gyorsabb növekedésének és terjeszkedésének köszönhetően mára innovációs motorként szolgál.   
Magyarországon is egyre több fintech vállalkozás működik, melyek innovatív pénzügyi megoldásokat kínálnak. Ilyenek például a Barion, a BinX, a BUPA vagy a SimplePay. A Magyar Fintech Szövetség összefogja a hazai fintech ökoszisztéma legtöbb szereplőjét a fejlődés és növekedés érdekében.

## Népszerű fintech szolgáltatások
1. Mobilbankolás: Lehetővé teszi a pénzügyi, illetve befektetési szolgáltatások mobil eszközökön keresztüli elérését.
2. Digitális bankok: Olyan típusú innovatív pénzügyi szolgáltatást nyújtó intézmények, amelyek kizárólag online formában, weboldalakon vagy mobil applikációkon keresztül érhetők el, hagyományos fizikai fiókhálózatok nélkül. Ilyen például a Revolut vagy a magyar BinX.
3. Online fizetési ökoszisztémák: Elsődlegesen fizetési kártya alapú fizetési műveletek lebonyolítására szolgáló rendszereket üzemeltetnek (pl.: PayPal, PayU, SimplePay), amelyek egyszerűsítik az online vásárlásokat és tranzakciókat.
4. Digitális számlázási megoldások: Ezek a platformok segítenek a vállalkozásoknak a számlázás, könyvelés és fizetési folyamatok egyszerűsítésében, és a kapcsolódó fizetési műveleteket illetően elsődlegesen az azokra vonatkozó információk aggregálásában. Ilyen például a Számlázz.hu vagy a Billingo.
5. Peer-to-Peer hitelezés: Közvetlen kölcsön nyújtás, kihagyva a hagyományos bankokat.
6. Insurtech: Innovatív technológiai megoldások révén teszik hatékonyabbá a biztosítási folyamatokat.[3]

Bár a legnépszerűbb fintech szolgáltatások közé egyértelműen a mobilbankolás és a neobankok által kínált pénzforgalmi szolgáltatások állnak, de érdemes vele tisztában lenni, hogy a pénzügyekhez kevésbé kapcsolódó területeket is ide sorolhatjuk, hiszen ez egy rendkívül széleskörűen használatos kifejezés. 